# ويليام س. س. تشن
ويليام س. س. تشن (بالإنجليزية: William C. C. Chen)‏ هو فنان قتالي أمريكي، ولد في 1933 في تشيجيانغ في الصين.

## وصلات خارجية
- الموقع الرسمي